# Alcohol deshidrogenasa (citocromo c)
La alcohol deshidrogenasa (citocromo c550) (EC 1.1.2.8, también conocida como  quinoproteína de tipo I alcohol deshidrogenasa y quinoproteína etanol deshidrogenasa); es una enzima presente en Pseudomonas aeruginosa que cataliza la siguiente reacción química:

## Estructura y función
Esta alcohol deshidrogenasa periplasmática es una enzima que contiene pirroloquina-quinona (PQQ) y se encuentra en miembros de los géneros Pseudomonas y Rhodopseudomonas. La enzima proveniente de Pseudomonas es un homodímero, que se encuentra formado por dos subunidades idénticas codificadas por el gen exaA ([ExaA]
2). Esta enzima actúa sobre un amplio rango de alcoholes primarios y secundarios. Tiene una gran afinidad por el etanol (Km = 14 μM).
A pesar de su similitud con la subunidad mayor de la metanol deshidrogenasa dependiente de citocromo c (enzima tetramérica) que se encuentra en metilotropos (citocromo cL), esta enzima no puede utilizar el metanol como sustrato (Km = 94 mM).
Esta proteína ha sido purificada y cristalizada. El gen exaA que codifica para la enzima ha sido clonado y secuenciado, y exitosamente expresado en Escherichia coli. Se ha reportado su estructura cristalina. Al igual que todas las alcoholes deshidrogenasas PQQ-dependientes, esta enzima contiene un anillo disulfuro inusual formado entre residuos de cisteína adyacentes, el cual es esencial para una transferencia eficiente de los electrones a su aceptor natural (el citocromo c500). El peso molecular de esta proteína deducido a partir de la secuencia de nucleótidos es de 68,123 KD, y el determinado experimentalmente es de 60,0 KD.
El nombre sistemático de esta enzima es alcohol:citocromo c oxidoreductasa.